# Lista över sommarvärdar under 1980-talet
Detta är en kronologisk lista över personer som varit sommarpratare, det vill säga värdar för radioprogrammet Sommar i P1 under 1980-talet.
För andra decennier se:
<<
1950-talet |
1960-talet |
1970-talet |
1980-talet |
1990-talet | 
2000-talet | 
2010-talet |
2020-talet 
>>
|            | År                               | År                                      | År                                          | År                       | År                              | År                                       | År                    | År                       | År                      | År                            |
| Datum      | 1980                             | 1981                                    | 1982                                        | 1983                     | 1984                            | 1985                                     | 1986                  | 1987                     | 1988                    | 1989                          |
| ---------- | -------------------------------- | --------------------------------------- | ------------------------------------------- | ------------------------ | ------------------------------- | ---------------------------------------- | --------------------- | ------------------------ | ----------------------- | ----------------------------- |
| 9 juni     | Per-Erik Lindorm                 |                                         |                                             |                          |                                 |                                          |                       |                          |                         |                               |
| 10 juni    | Sven Strömberg                   |                                         |                                             |                          |                                 |                                          |                       |                          |                         |                               |
| 11 juni    | Gertrud Hemmel                   |                                         |                                             |                          |                                 |                                          |                       |                          |                         |                               |
| 12 juni    | Bo Kristiansson                  |                                         |                                             |                          |                                 |                                          |                       |                          |                         |                               |
| 13 juni    | Ragnhild Forssén                 |                                         |                                             |                          |                                 |                                          |                       |                          | Ewa Fröling             |                               |
| 14 juni    | Hans Alfredson                   |                                         | Tage Danielsson                             |                          |                                 |                                          |                       |                          | Ulf Dageby              |                               |
| 15 juni    | Tage Danielsson                  | Kjell Kraghe                            | Lars Roos                                   |                          |                                 |                                          |                       |                          | Cecilia Hagen           |                               |
| 16 juni    | Birgitta Karlström Dorph         | Eva Carlbrand                           | Carl-Uno Sjöblom                            |                          |                                 |                                          |                       |                          | Helene Jacobsson        |                               |
| 17 juni    | Gunnar Carlbo                    | Bertil Goldberg                         | Sune Karlsson (översättare)                 |                          |                                 |                                          |                       |                          | Elfa Gunnarsdottir      |                               |
| 18 juni    | Lars-Gunnar Björklund            | Gunnar Hiernestam                       | Ragnar Lassinantti                          |                          |                                 |                                          |                       |                          | Staffan Göthe           |                               |
| 19 juni    | Klas Östergren                   | Nancy Eriksson                          | Lill Thorén                                 |                          |                                 |                                          |                       |                          | Solveig Ternström       |                               |
| 20 juni    | Isa Quensel                      | Erna Tauro                              | Agneta Pleijel                              |                          |                                 |                                          |                       | Ewert Ljusberg           | Olle Norell             |                               |
| 21 juni    | Beppe Wolgers                    | Magnus Härenstam                        | Lars Gåreberg                               |                          |                                 |                                          | Ewert Ljusberg        | Malena Ivarsson          | Lola Näsman             |                               |
| 22 juni    | Ted Åström                       | Jurec Safka                             | Tomas Gustafson                             |                          | Gits Olsson                     | Oscar Hedlund                            | Kerstin Hallert       | Åsa Simma-Charles        | Johnny Olsson           |                               |
| 23 juni    | Rolf Zandén                      | Cyndee Peters                           | Sonja Stjernquist                           |                          | Lill Thorén                     | Åke Arenhill                             | Sixten Nordström      | Alf Kjellin              | Täppas Fogelberg        | Legendariska sommarvärdar     |
| 24 juni    | Torgny Lindgren                  | Gunnel Werner                           | Ulf Lundell                                 | Torsten Ehrenmark        | Ewert Ljusberg                  | Anna-Lisa Hillbom                        | Lill-Babs             | Gunnel Werner            | Viveca Lärn Sundvall    | Jörgen Cederberg              |
| 25 juni    | Mona Mörtlund                    | Sixten Nordström                        | Helena Brodin                               | Gertrud Hemmel           | Vanna Beckman                   | Bodil Malmsten                           | Staffan Heimerson     | Moltas Erikson           | Rune Moberg             | Britt Edwall                  |
| 26 juni    | Ulf Adelsohn                     | Robert Broberg                          | Arnold Östman                               | Olof Buckard             | Björn Sjöö                      | Jan Sandquist                            | Viveca Lärn Sundvall  | Susanne Alfvengren       | Ingela Agardh           | Magnus Nilsson (skådespelare) |
| 27 juni    | Folke Abenius                    | Christer Magnusson                      | Folke Isaksson                              | Bojan Westin             | Rosa Taikon                     | Anders Johansson                         | Lasse Lystedt         | Bengt Göransson          | Per-Erik Åström         | Maritza Horn                  |
| 28 juni    |                                  | Lars Berghagen                          | Gunilla Noréen                              | Gunnar Blomquist         | Sixten Nordström                | Carina Källeståhl                        | Eric Sandström        | Bodil Malmsten           | Lena Holfve             | Kjell Sundvall                |
| 29 juni    | Olle Adolphson Anna-Lisa Bäckman | Jens Jensen                             | Bertil Johansson                            | Lars Flinckman           | Jeja Sundström                  | Ulf Lundell                              | Elisabeth Hedborg     | Lasse Eriksson           | Bengt Andersson         | Ale Möller                    |
| 30 juni    | Gösta Ollén                      | Camilla Lundberg                        | Lasse Holm                                  | Nils Ingels              | Agneta Pleijel                  | Göran Stangertz                          | Lasse Holm            | Kaj Karlholm             | Per Lysander            | Viveka Vogel                  |
| Datum      | 1980                             | 1981                                    | 1982                                        | 1983                     | 1984                            | 1985                                     | 1986                  | 1987                     | 1988                    | 1989                          |
| 1 juli     | Bibi Andersson                   | Ralph Lundsten                          | Eivor Fischer                               | Tomas von Brömssen       | Bengt af Klintberg              | Olle Norell                              | Vanna Beckman         | Katarina Mazetti         | Lena Persson            | Janos Solyom                  |
| 2 juli     | Hans Zimmergren                  | Anita Grede                             | Marianne Ahrne                              | Stina Lundberg Dabrowski | Berit Bylund                    | Annika Hagström                          | Torgny Svensson       | Jan Mosander             | Mikael Ramel            | Jeja Sundström                |
| 3 juli     | Ann Smith                        | Age Eleberg                             | Lasse Åberg                                 | Pelle Berglund           | Anders F. Rönnblom              | Viveca Lärn Sundvall                     | Kristina Lugn         | Lasse Anrell             | Inger Wikström-Lindgren | Carl-Göran Ekerwald           |
| 4 juli     | Oscar Hedlund                    | Björn Skifs                             | Vilgot Sjöman                               | Lisa Tegby               | Ulf Dageby                      | Marie Korpe                              | Christina Jutterström | Sten-Åke Cederhök        | Tomas Forssell          | Gudrun Björk                  |
| 5 juli     | Jacques Werup                    | Birgitta Götestam                       | Nils Ingels                                 | Anders F. Rönnblom       | Helga Henschen                  | Tommy Hammarström                        | Magnus Uggla          | Arja Saijonmaa           | Ulrika Knutson          | Hilda Hellwig                 |
| 6 juli     | Käbi Laretei                     | Hans Zimmergren                         | Gertrud Sarbäck-Rullander                   | Leif Boork               | Jan Sigurd                      | Margareta Strömstedt                     | Annika Hagström       | Lars Löfgren             | Kerstin Johansson       | Karl Erik Fichtelius          |
| 7 juli     | Arne Augustson                   | Björn Fremer                            | Bengt Fahlström                             | Hans Zimmergren          | Pelle Berglund                  | Pelle Berglund                           | Carl Henrik Svenstedt | Barbro Hellberg          | Stig Berg               | Rolf Alsing                   |
| 8 juli     | Gunnar Sandevärn                 | Sven Wollter                            | A-M Pettersson                              | Dorotea Bromberg         | Magnus Härenstam                | Matts Rosin                              | Jenny Berthelius      | Per-Erik Lindorm         | Carsten Palmaer         | Ralph Lundsten                |
| 9 juli     | Peter Flack                      | Täppas Fogelberg                        | Hans "Hasse" Lindström (handikappidrottare) | Anderz Harning           | Gunhild Beckman                 | Bengt Ohlsson                            | Michael B. Tretow     | Thomas Henrikson         | Margareta Strömstedt    | Hans Alfredson                |
| 10 juli    | Katarina Fritzén                 | Johan Ehrenberg                         | Niklas Rådström                             | Bengt af Klintberg       | Pelle Svensson                  | Torbjörn Säfve                           | Käbi Laretei          | Hannes Holm              | Erik Bergsten           | Bengt Cidden Andersson        |
| 11 juli    | Karl Erik Eriksson               | Per Ahlmark                             | Per Verner-Carlsson                         | Sture Hegerfors          | Kjell Kraghe                    | Rolf Alsing                              | Göran Byttner         | Lennart Koskinen         | Sven-Åke Dahl           | Oscar Hedlund                 |
| 12 juli    | Lasse Åberg                      | Lars Gunnar Erlandson                   | Inger Henrysson                             | Dan Bergman              | Kerstin Hallert                 | Sven Erik Vikström                       | Hagge Geigert         | Margareta Strömstedt     | Maritza Horn            | Jujja Wieslander              |
| 13 juli    | Bo Strömstedt                    | Betty Skawonius                         | Lennart Kanter                              | Monica Törnell           | Anderz Harning                  | Kerstin Hallert                          | Bo Strömstedt         | Hans Åkerberg            | Lasse Tennander         | Ulla Skoog                    |
| 14 juli    | Ulf Nilsson (mellanstadielärare) | Pekka Langer                            | Stellan Skarsgård                           | Henric Holmberg          | Robert Broberg                  | Lars Ulvenstam                           | Barbro Beck-Friis     | Maarja Talgre            | Jacob Dahlin            | Georges Guedj                 |
| 15 juli    | Maja Elmér                       | Lasse Strömstedt                        | Erik Bengtson                               | Dan-Eric Mattsson        | Tomas Arvidsson                 | Sändningsuppehåll pga tekniskt underhåll | Per Mortensen         | Peter Flack              | Catharina Dyrssen       | Magnus Härenstam              |
| 16 juli    | Lars Fimmerstad                  | Ulla Carlström                          | Michael Segerström                          | Runa Brar                | Åke Jonsson (språkvetare)       | Ted Ström                                | Margit Borgström      | Agneta Norberg           | Anders Linder           | Bo Strömstedt                 |
| 17 juli    | Bo Lundström                     | Tomas Bolme                             | Pelle Berglund                              | Carl-Johan "Loa" Falkman | Viveca Lärn Sundvall            | Georg Malvius                            | Bodil Malmsten        | Bertil Mollberger        | Bille August            | Jan Mårtensson                |
| 18 juli    | Gunilla Noréen                   | Johannes Brost                          | Lena Larsson                                |                          | Tommy Forss                     | Håkan Lahger                             | Anders Johansson      | Amelia Adamo             | Monica Borrfors         | Agneta Ramberg                |
| 19 juli    | Thomas Botwid                    | Käbi Laretei                            | Allan Synnermark                            | Marianne Rutberg         | Anita König                     | Herman Lindqvist                         | Göran Zachrisson      | Hagge Geigert            | Jujja Wieslander        | Tomas Bolme                   |
| 20 juli    | Lars Ulvenstam                   | K. Arne Blom                            | Pi Lind                                     | Laila Nygren             | Lisette Schulman                | Rune Blom                                | Kjell-Olof Feldt      | Jan-Erik Wikström        | Claes Fellbom           | Hans Åkerberg                 |
| 21 juli    | Karl-Erik Johansson              | Olle Stenholm                           | Kerstin Nerbe                               | Bengt Oreström           | Rune Blom                       | Povel Ramel                              |                       | Ragnar Strömberg         | Cecilia Torudd          | Bengt Anderberg               |
| 22 juli    | Ninne Olsson                     | Karin Liungman                          | Lisbeth Gustafsson                          | Judith Hollander         | Oscar Hedlund                   | Jan-Öjvind Swahn                         | Bodil Westerlund      | Sonya Hedenbratt         | Bengt Palmers           | Lasse Brandeby                |
| 23 juli    | Curt Åkeson                      | Björn J:son Lindh                       | Carin Kjellman                              | Ulf Lundell              | Britt Ling                      | Fredrik Burgman                          | Bengt Pohjanen        | Kerstin Nerbe            | Tjadden Hällström       | Hans Cavalli-Björkman         |
| 24 juli    | Eva Wilke                        | Jan Bergquist                           | Rune Blom                                   | Ewert Ljusberg           | Bo Holmberg                     | Bo Carlgren                              | Mona Kalin            | Lars-Göran Larsson       | Stefan Demert           | Måns Herngren                 |
| 25 juli    | Jörgen Cederberg                 | Frej Lindqvist                          | Cyndee Peters                               | Svante Lindroth          | Anders Forsslund                | Käbi Laretei                             | Måns Herngren         | Kristina Lugn            | Allan Willny            | Barbro Eklund                 |
| 26 juli    | Inez Svensson                    | Barbro Alving                           | Eva Blomquist                               | Christina Odenberg       | Gun Hövenmark                   | Janne Schaffer                           | Birgit Nilsson        | Sten Carlberg            | Sven Wernström          | Bodil Malmsten                |
| 27 juli    | Evan Storm                       | Rolf Alsing                             | Barbro Alatalo                              | Jan G Forssell           | Hagge Geigert                   | Totte Wallin                             | Jörgen Cederberg      | Elisabeth Gerle          | Bambi Oskarsson         | Dag Stålsjö                   |
| 28 juli    | Urban Ekstam                     | Rune Ruhnbro                            | Märta Ramsten                               | Bengt Martinsson         | Björn Fremer                    | Niklas Rådström                          | Birgitta Lundgren     | Dag Jonzon               | Anders Johansson        | Elisabeth Söderström          |
| 29 juli    | Kajsa Stark                      | Bodil Malmsten                          | Ulf Johansson                               | Ana Martinez             | Lars Fimmerstad                 | Maria Hörnelius                          | Ulf Mörling           | Per Olov Enquist         | Yngvar Numme            | Allan Edwall                  |
| 30 juli    | Channa Bankier                   | Tomas Ledin                             | Hans Viksten                                | Lars Fimmerstad          | Ove Andersson (Sibirienkännare) | Sun Axelsson                             | Staffan Ling          | Anders Eljas             | Mona Seilitz            | Herman Lindqvist              |
| 31 juli    | Dick Gyllander                   | Åke Cato                                | Viveka Vogel                                | Brasse Brännström        | Anita Grede                     | Peter Flack                              | Bertil Torekull       | Ingrid Thunegard         | Herman Lindqvist        | Ana Martinez                  |
| Datum      | 1980                             | 1981                                    | 1982                                        | 1983                     | 1984                            | 1985                                     | 1986                  | 1987                     | 1988                    | 1989                          |
| 1 augusti  | Margareta Strömstedt             | Arja Saijonmaa                          | Fred Åkerström                              | Ingrid Thor              | Bengt Martin                    | Olle Adolphson                           | Pierre Schori         | Viveca Lärn Sundvall     | Göran Wirén             | Arne Ruth                     |
| 2 augusti  | Lars Berghagen                   | Olof Buckard                            | Marie Göranzon                              | Thomas Tidholm           | Bodil Malmsten                  | Marie Bergman                            | Jan Malmsjö           | Lars Ulvenstam           | Nina Lekander           | Monika Bring                  |
| 3 augusti  | Karl-Erik Welin                  | Lily Berglund                           | Ulla Torpe                                  | Putte Wickman            | Jan Guillou                     | Bengt Lagerkvist                         | Marie Göranzon        | Maria Lindström          | Christina Claesson      | Jan Erik Vold                 |
| 4 augusti  | Lena Carlzon-Lundbäck            | Arne Domnérus                           | Nils Lindberg                               | Kristina Lugn            | Monica Dominique                | Direktsändning Tradjazz från Arvika      | Lars Ulvenstam        | Georg Malvius            | Åke Sundberg (musiker)  | Viveca Lärn Sundvall          |
| 5 augusti  | Bo Sylwan                        | Sara Lidman                             | Christer Boustedt                           | Gunnel Törnander         | Ingemar Unge                    | Channa Bankier                           | Claire Wikholm        | Gerda Antti              | Monica Forsberg         | Staffan Göthe                 |
| 6 augusti  | Karl-Edvard Jeppson              | Ardy Strüwer                            | Rolf Börjlind                               | Cornelis Vreeswijk       | Lars Lindberg                   | Lars Fresk                               | Ingemar Liman         | Anders Björkman          | Anderz Harning          | Sara Lidman                   |
| 7 augusti  | Aleksandra Ålund                 | Agne Staav                              | Thore Skogman                               | Ingemar Unge             | Berit Gullberg                  | Ewert Ljusberg                           | Amelia Adamo          | Thomas Di Leva           | Hans Åkerberg           | Solveig Faringer              |
| 8 augusti  | Bodil Malmsten                   | Pelle Berglund                          | Lars Forssell                               | Kerstin Edholm           | Guy de la Berg                  | Anna Christensen                         | Sun Axelsson          | Marie-Louise Ekman       | Bengt Pohjanen          | Thorstein Bergman             |
| 9 augusti  | Staffan Olzon                    | Karl-Erik Welin                         | Göran Sjölen                                | Lena Klefelt             | Lena Larsson                    | Britt Ling                               | Stefan Edman          | Herman Lindqvist         | Kjell Albin Abrahamson  | Anna Sjödahl                  |
| 10 augusti | Håkan Hagegård                   | Gerda Antti                             | Margareta Artsman                           | Bo Sjögren               | Carl-Olof Lång                  | Per Gunnar Evander                       | Stina Ekblad          | Lena Willemark           | Olle Adolphson          | Mikael Wiehe                  |
| 11 augusti | Ulf Gudmundson                   | Kjell Swanberg                          | Peter Harryson                              | Kim Anderzon             | Ralph Lundsten                  |                                          | Torbjörn Säfve        | Staffan Göthe            | Monica Sjöholm          | Marika Lagercrantz            |
| 12 augusti | Lasse Tennander                  | Maj-Britt Eriksson                      | Per Kåks                                    | Lars Fresk               | Torsten Ehrenmark               |                                          | Lasse Hallström       | Agneta Fagerström-Olsson | Måns Rossander          | Solveig Ternström             |
| 13 augusti | Rangvi Gylder                    | Leif Hedman                             | Peter Schildt                               | Per Gunnar Evander       |                                 |                                          | Eva Moberg            | Anneli Alhanko           | Helge Skoog             | Claes Eriksson                |
| 14 augusti | Björn Skifs                      | Ann-Britt Mathisen                      | Erland Hagegård                             |                          |                                 |                                          | Jörn Donner           | Staffan Wictorin         | Per Gunnar Evander      |                               |
| 15 augusti | Camilla Lundberg                 | Ove Joanson                             | Birgitta Ulfsson                            |                          |                                 |                                          | Anne-Lie Rydé         | Nancy & Carina           |                         | Gunilla Marcus-Luboff         |
| 16 augusti | Bengt Emil Johnson               | Carl-Olof Lång                          | Gunborg Forsberg                            |                          |                                 |                                          | Marie-Louise Ekman    | Per Gunnar Evander       | Ronny Eriksson          | Åsa Simma-Charles             |
| 17 augusti | Torsten Ehrenmark                | Elisabet Selberg                        | Titti Nylander                              |                          |                                 |                                          | Per Gunnar Evander    |                          | Bi Puranen              | Lars Gustafsson               |
| 18 augusti |                                  | Ove Sundelius                           | Anders Andersö (Tecknar-Anders)             |                          |                                 |                                          |                       |                          | Carl-Göran Ekerwald     | Marie Bergman                 |
| 19 augusti |                                  | Klas Östergren                          | Kjell Johansson                             |                          |                                 |                                          |                       |                          | Kent Andersson          | Per Gunnar Evander            |
| 20 augusti |                                  | Per Stenson                             | Marie Bergman                               |                          |                                 |                                          |                       |                          | Hannes Holm             | Lars Ulvenstam                |
| 21 augusti |                                  | Britt Wadner                            | Jonas Hallberg                              |                          |                                 |                                          |                       |                          | Lars Ulvenstam          |                               |
| 22 augusti |                                  | Lennart Gregor Gunhild Gråhns           | Oscar Hedlund                               |                          |                                 |                                          |                       |                          |                         |                               |
| 23 augusti |                                  | Per Gunnar Evander                      | Ralph Nordlander                            |                          |                                 |                                          |                       |                          |                         |                               |
| 24 augusti |                                  | Gunnar Engström (kriminalvårdsdirektör) | Meta Velander                               |                          |                                 |                                          |                       |                          |                         |                               |
| 25 augusti |                                  | Ruth Boman                              | Eva Runefelt                                |                          |                                 |                                          |                       |                          |                         |                               |
| 26 augusti |                                  | Herman Lindqvist                        | Kim Lantz                                   |                          |                                 |                                          |                       |                          |                         |                               |
| 27 augusti |                                  | Stefan Groth                            | Birgit Nilsson                              |                          |                                 |                                          |                       |                          |                         |                               |
| 28 augusti |                                  | Anki Lagerborg                          | Lars Ulvenstam                              |                          |                                 |                                          |                       |                          |                         |                               |
| 29 augusti |                                  | Lars Ulvenstam                          | Torsten Ehrenmark                           |                          |                                 |                                          |                       |                          |                         |                               |
| 30 augusti |                                  | Torsten Ehrenmark                       |                                             |                          |                                 |                                          |                       |                          |                         |                               |